# Вёрч, Роберт
Ро́берт У. Вёрч (англ. Robert W. Wirch; род. 16 ноября 1943, Кеноша, Висконсин, США) — американский политик-демократ, член Сената штата Висконсин от 22-го избирательного округа (с 1997 года), а ранее член Ассамблеи штата Висконсин (1993—1997).

## Биография
Родился 16 ноября 1943 года в городе Кеноша (Висконсин, США), где вырос и окончил среднюю школу.
В 1970 году получил степень бакалавра в Университете Висконсина-Парксайда.
В 1965—1971 годах проходил военную службу в Резерве Армии США.
В 1986—1994 годах — член Наблюдательного совета округа Кеноша.
В 1993—1997 годах — член Ассамблеи штата Висконсин.
С 1997 года — член Сената штата Висконсин. Переизбирался в 2000, 2004 (в этом году против него выдвигался Райнс Прибус) и 2008 годах. В 2003—2005 годах — председатель кокуса (демократического) меньшинства.

## Личная жизнь
С супругой Мэри, в браке с которой имеет двоих детей, проживает в городке Плезант-Прери.